# Italian Open 2024 (теніс)
Italian Open 2024 — тенісний турнір, що проходив на ґрунтових кортах у місті Рим (Італія) з 7 по 19 травня. Належав до категорій ATP Masters 1000 та WTA 1000, був турніром серії Мастерс Рим 2024 року.

## Фінальна частина

### Чоловіки, одиночний розряд
Александр Зверєв —  Ніколас Яррі 6–4, 7–5

### Жінки, одиночний розряд
Іга Свьонтек —   Аріна Соболенко 6–2, 6–3

### Чоловіки, парний розряд
Марсель Гранольєрс /  Орасіо Себальйос —  Марсело Аревало /  Мате Павич 6–2, 6–2

### Жінки, парний розряд
Сара Еррані /  Жасмін Паоліні —  Коко Гофф /  Ерін Рутліфф 6–3, 4–6, [10–8]